# ليسياس (مستشار سوري)
ليسياس (باليونانية: Λυσίας)، (بالعبرية: ליזיאש‏) (توفي 162 قبل الميلاد) كان جنرالًا سلوقيًا من القرن الثاني وحاكم سوريا تحت الإمبراطورية السلوقية.

## السيرة الشخصية
لقد وصف بأنه «رجل نبيل، وأحد الدماء الملكية». تركه أنطيوخوس الرابع (حوالي 166 قبل الميلاد) مع حكومة جنوب سوريا ووصاية ابنه، بينما ذهب أنطيوخوس شخصيًا إلى بلاد فارس لتحصيل الإيرادات التي لم تكن تأتي بصورة مرضية.
وفقًا ليوسيفوس فلافيوس، كانت تعليمات ليسياس هي «غزو يهودا، واستعباد سكانها، وتدمير أورشليم بالكامل، وإلغاء الأمة بأكملها». لقد سلح ليساس، وفقًا لذلك، قوة كبيرة ضد يهوذا المكابي تحت قيادة بطليموس، ابن دوريمينيس، ونيكانور وجورجياس. تمكنت يهودا من هزم شعبتين تحت قيادة نيكانور وجورجياس بالقرب من عمواس (166 قبل الميلاد)، وفي العام التالي هزمت كذلك ليسياس نفسه في بيت زور (بيتسورا)، بعد أن شرع في تطهير المعبد.
في سرد هذه الحملات هناك اختلافات كبيرة بين كتاب المكابيين الأول والثاني والتي لم يجد العلماء سهولة في شرحها. توفي أنطيوخوس في بابل في رحلته الفارسية (164 قبل الميلاد)، وتولى ليسياس منصب الوصي خلال طفولة ابنه، الذي كان طفلًا. لقد جمع جيشًا آخر في أنطاكية، وبعد إعادة استيلائه على بيت زور فقد كان يحاصر أورشليم عندما علم بوصول فيليب الذي عهد إليه أنطيوخوس، على فراش موته، بالوصاية على الأمير الطفل. لقد هزم فيليب في عام 163 قبل الميلاد وكان مدعومًا في روما، ولكن في العام التالي سقط مع جناحه أنطيوخوس في يد ديميتريوس الأول، الذي قتلهما.